# Vasière Yatsu-higata

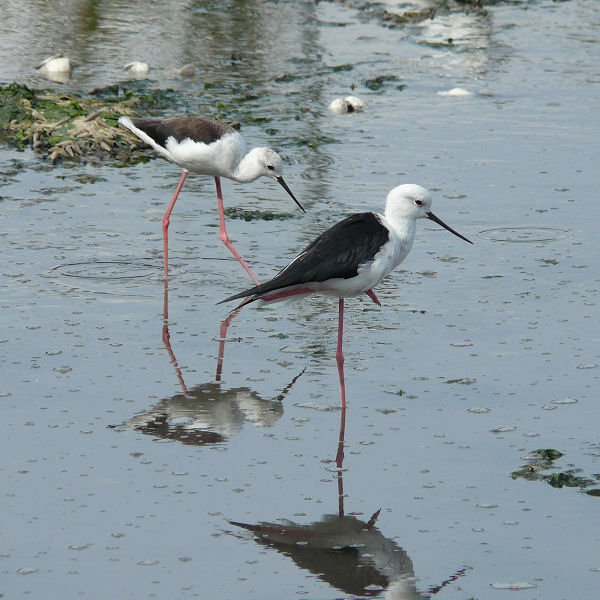
Échasses blanches dans la vasière Yatsu-higata près de la baie de Tokyo.

Yatsu-higata (谷津干潟) est une vasière près de Narashino, préfecture de Chiba au Japon, à 2 km de la baie de Tokyo. Elle fut pendant longtemps une des principales vasières du Japon mais la plupart de la zone a été urbanisée. Quarante hectares de zones humides ont été inscrits dans la convention de Ramsar en 1993,.